# Dorymyrmex smithi
Dorymyrmex smithi is een mierensoort uit de onderfamilie van de Dolichoderinae. De wetenschappelijke naam van de soort is voor het eerst geldig gepubliceerd in 1936 door Cole.